# 334 (số)
334 (ba trăm ba mươi bốn) là một số tự nhiên ngay sau 333 và ngay trước 335.